# Euryglossa ephippiata
Euryglossa ephippiata là một loài Hymenoptera trong họ Colletidae. Loài này được Smith mô tả khoa học năm 1862.

## Hình ảnh

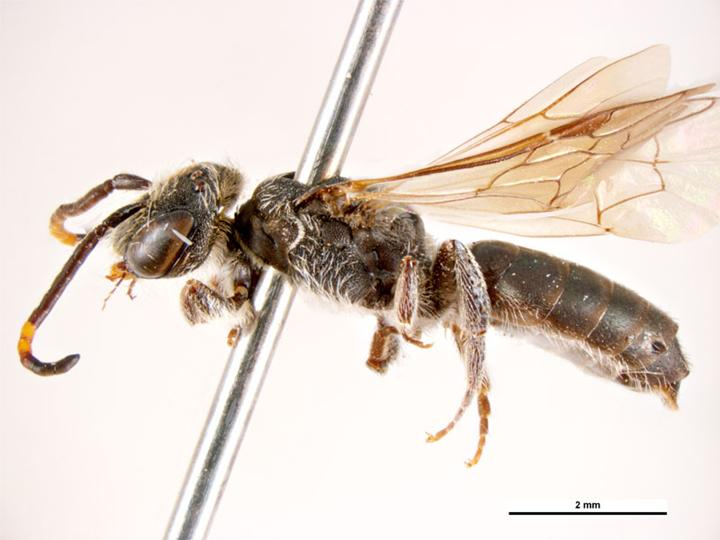